# Wojciech Zygner
Wojciech Marek Zygner – polski lekarz weterynarii, doktor habilitowany nauk weterynaryjnych.

## Kariera naukowa
30 stycznia 2008 roku ukończył studia doktoranckie na kierunku nauki weterynaryjne na Wydziale Medycyny Weterynaryjnej Szkoły Głównej Gospodarstwa Wiejskiego w Warszawie na podstawie pracy pt. Występowanie DNA Babesia canis canis, Borelia burgdorferi s.l., Anaplasma phagocytophilum oraz Hepatozoon canis we krwi u psów i tkankach kleszczy pasożytujących u psów w Warszawie.
Od 2008 roku zatrudniony jest w Szkole Głównej Gospodarstwa Wiejskiego w Warszawie.
22 czerwca 2016 roku uzyskał stopień doktora habilitowanego nauk weterynaryjnych w dyscyplinie weterynarii na Wydziale Medycyny Weterynaryjnej Szkoły Głównej Gospodarstwa Wiejskiego w Warszawie na podstawie rozprawy pt. Mechanizm rozwoju azotemii u psów chorych na babeszjozę.

## Publikacje
- 2005: Zastosowanie chlorochiny w leczeniu opornej na imidokarb babeszjozy u psa.
- 2006: Occurrence of hard ticks in dogs from Warsaw area.
- 2006: Zastosowanie techniki mikromacierzy w naukach medycznych.
- 2006: Haematological changes during the course of canine babesiosis caused by large babesia in domestic dogs in Warsaw area (Poland).
- 2006: Occurrence of Hard Ticks in Dogs from Warsaw Area.
- 2006: Występowanie Giardia intestinalis u psów domowych w Warszawie.
- 2007: Hematological Changes during the Course of Canine Babesiosis Caused by Large Babesia in Domestic Dogs in Warsaw (Poland).
- 2007: Biochemical Abnormalities Observed in Serum of Dogs Infected with Large Babesia in Warsaw (Poland).
- 2007: Zygner W., Jaros S., Wędrychowicz H..
- 2007: Publikacja sekwencji Borrelia afzelii 16S ribosomal RNA gene, partial sequence.
- 2007: Anaplasma phagocytophilum ankryin (epank1) gene, partial cds.
- 2007: Muszyce u zwierząt.
- 2007: Hymenolepidoza – tasiemczyca gryzoni i człowieka.
- 2007: Korzystny wpływ pasożytów na przebieg chorób o podłożu immunologicznym.
- 2008: Prevalence of Babesia canis, Borrelia afzelii, and Anaplasma phagocytophilum Infection in Hard Ticks Removed from Dogs in Warsaw (Central Poland).
- 2008: Role of animals as a reservoir of human giardiasis - zoonotic potential of Giardia intestinalis.
- 2008: Ixodid ticksas vectors of infectious and parasitic diseases.
- 2008: Azithromycin in the treatment of a dog infected with Giardia intestinalis.
- 2008: Prevalence of Babesia canis, Borrelia afzelli and Anaplasma phagocytophilum infection in hard ticks removed from dogs in warsaw (central Poland).
- 2008: Biologia kleszczy właściwych jako wektora chorób zakaźnych i pasożytniczych.
- 2008: Rola zwierząt jako rezerwuaru giardiozy u ludzi – zoonotyczny potencjał Giardia intestinalis.
- 2009: Influence of anaemia on azotaemia in dogs infected with Babesia canis in Poland.
- 2009: Detection of the DNA of Borrelia afzelii, Anaplasma phagocytophilum and Babesia canis in blood samples from dogs in Warsaw.
- 2009: New localities of Dermacentor reticulatus tick (vector of Babesia canis canis) in central and eastern Poland.
- 2009: Inwazje wszy i wszołów u zwierząt domowych.
- 2011: Canine iatrogenic persistent hypoadrenocorticism after short-term treatment of hyperadrenocorticism with trilostane – a case report.
- 2012: Euthyroid sick syndrome in canine babesiosis caused by Babesia canis.
- 2012: Changes in the SUSPPUP ratio and fractional excretion of strong monovalent electrolytes in hospitalized dogs with canine babesiosis.
- 2012: Functioning unilateral adrenocortical carcinoma in a dog.
- 2012: Strong monovalent electrolyte imbalances in serum of dogs infected with Babesia canis.
- 2013: Urinary creatinine to serum creatinine ratio and renal failure index in dogs infected with Babesia canis.
- 2014: Association between decreased blood pressure and azotaemia in canine babesiosis.
- 2014: Increased concentration of serum TNF alpha and its correlations with arterial blood pressure and indices of renal damage in dogs infected with Babesia canis.
- 2014: Increased serum urea to creatinine ratio and its negative correlation with arterial pressure in canine babesiosis.
- 2015: Low T3 syndrome in canine babesiosis associated with increased serum IL-6 concentration and azotaemia.

Opracowano na podstawie źródła:.